# Aeon (banda)
Aeon é uma banda de death metal que foi formada em Östersund, Suécia em 1999. A banda era composta pelo vocalista Tommy Dahlström, os guitarristas Sebastian Nilsson e Ronnie Björnström, o baixista Tony Östman e o baterista Emil Wiksten. A banda lançou seu primeiro álbum, Bleeding the False, em 2005; e o segundo álbum Rise to Dominate em 2007, depois de assinar um contrato de gravação com a Metal Blade Records. O terceiro álbum da banda, Path of Fire, foi lançado em 2010 e Aeons Black em 2012.
De acordo com Allmusic, Aeon toca um "estilo de death metal notavelmente intenso, tecnicamente competente e de alta velocidade".

## História

### Formação eBleeding the False(1999–2005)
Aeon foi formado na cidade Sueca de Östersund em 1999 pelo vocalista Tommy Dahlström, os guitarristas Sebastian Nilsson e Morgan Nordbakk, baixista Johan Hjelm e o baterista Arttu Malkki da recentemente banda terminada Defaced Creation, a fim de prosseguir com um estilo mais moderno dedeath metal. A demo foi gravada naquele ano incluindo as músicas "Return of Apolluon", "Eternal Hate", "With Blood they Pay", "The Awakening", "Bloodlust" e "Hell Unleashed".
EM 2001, Aeon lançou o EP Dark Order, com as mesmas faixas da demo, pela Necropolis Records. Naquele ano, Nordbakk foi trocado por Daniel Dlimi, que depois começou a contribuir também como compositor. Em 2002, depois que Malkki saiu da banda, Nils Fjellström se juntou a banda e começou a trabalhar num álbum de estúdio  que foi gravado de Outubro de 2003 até Fevereiro de 2004 e lançado em Setembro de 2005 com o título de Bleeding the False pela gravadora Unique Leader.

### Rise to Dominate,Path of FireandAeons Black(2006–presente)
Em Abril de 2006, a banda fez um tour com o Cannibal Corpse na Europa e assinou um contrato de gravação com a Metal Blade Records em Julho. Hjelm saiu do Aeon na metade de 2006, mas Max Carlberg o substituiu em Setembro. O segundo álbum, Rise to Dominate, foi gravado em Abril de 2007 na Empire Studio, mixada e dirigida por Dan Swanö no Unisound Studios e lançado em Setembro de 2007. Fjellström se juntou ao Dark Funeral em um tour em Outubro de 2007, mas voltou ao Aeon em Fevereiro de 2008.

Em 2008, Aeon começou a trabalhar no próximo álbum de estúdio. Em Janeiro de 2009, a banda fez um tour na Europa com Hate Eternal, Misery Index e See You Next Tuesday. Em September, Carlberg saiu e foi substituído por Victor Brandt do Satyricon. Os membros comentaram sobre a saída de Carlberg: "Estar em um tour em uma banda de death metal não tão conhecida como Aeon as vezes significa condições precárias e economia ruim. 
Path of Fire foi lançado em 21/24 de Maio de 2010 na Europa e em 25 de maio nos Estados Unidos pela Metal Blade Records. Em Junho, Aeon lançou um videoclipe para "Forgiveness Denied" e Dlimi comentou sobre o tema da música e do vídeo: "Houve um monte de escândalos revelados recentemente, padres respeitados (especialmente católicos) que abusaram 
Em Setembro de 2010, Fjellström anunciou sua saída do Aeon e de Dark Funeral por razões pessoais. A banda começou a procurar uma substituíção. Malkki voltou à banda em Novembro. A banda lançou Aeons Black no final de 2012.
Em 2013, foi anunciado que o baterista Malkki teria gêmeos, e assim ele decidiu sair por um tempo do Aeon. Sua saída foi temporariamente preenchida por Emil Wiksten. Contudo, a partir de 28 de Janeiro de 2013, Wiksten foi substituído por Malkki permanentemente. Mais tarde em 2013, foi anunciado que o baixista Marcus Edvardsson havia saida para focar mais em sua outra banda, Souldrainer. Sua substituição é Tony Östman. Em Outubro 2013, Daniel Dlimi deixou a banda. Ele foi reposto por Ronnie Björnström, que produziu Aeons Black, em Janeiro de 2014. Björnström, após, saiu do Aeon em Março de 2015, por razões de saúde. A um guitarrista substituto ainda precisa ser encontrado.

## Estilo musical e recepção
As músicas de Aeon são compostas por Nilsson e Dlimi; as letras são escritas por Dahlström. De acordo com Allmusic, Aeon toca um "estilo de death metal notavelmente intenso, tecnicamente competente e de alta velocidade". Alex Webster do Cannibal Corpse disse: "A musicalidade de Aeon está entre o melhor no death metal, mas a escrita de suas músicas é o que os diferencia. É raro econtrar uma banda de death metal que é simultaneamente esmagadoramente brutal e infecciosamente cativante." Nilsson disse: "Tom [Dahlström] teve seus problemas com Testemunhas de Jeová que viviam próximas a ele quando ele era mais jovem. Eles o visitavam muito, tentando o converter ao cristianismo", o que resultou nas letras anti-cristãs de Aeon. 

## Discografia
- Dark Order (EP, 2001)
- Bleeding the False (2005)
- Rise to Dominate (2007)
- Path of Fire (2010)
- Aeons Black (2012)